# Doddy
Dumitru Claudiu Polk (* 20. Oktober 1988 in Petroșani), bekannt unter den Namen Doddy, ist ein rumänischer Sänger, Rapper und Musikproduzent.

## Biografie
Polk begann seine Musikkarriere in den frühen 2010er Jahren. Im Jahr 2012 debütierte er zusammen mit Puya und Alex Velea mit dem Song Maidanez, der bei den Romanian Music Awards 2013 den Preis für „Best Hip Hop“ erhielt.  2014 gelang es ihm, mit Bine Mersi mit Lora seinen ersten Nummer-eins-Hit zu landen. Er veröffentlichte 2016 mit De la zero das erste Videoalbum Rumäniens. Im Sommer 2018 war die Zusammenarbeit mit Lora für den Song Dor să te ador der meistgespielte rumänische Titel. Doddy arbeitet mit regelmäßig mit rumänischen Sängerinnen und Sängern zusammen, darunter Marcel Pavel, Lora, Oana Radu und Theo Rose. Für seine Songs ist eine Mischung aus Rap und Latin-Pop-Elementen typisch. Polk ist Vater zweier Kinder.

## Diskografie (Auswahl)

### Alben
- 2016: De la zero[3]

### Singles
- 2013: Inevitabil vă fi bine
- 2014: Rădăcini
- 2015: Klandestin
- 2017: Rezervat
- 2017: Fara sa stii (feat: Marcel Pavel)
- 2019: Comsi Comsa
- 2021: Dor să te ador
- 2021: Cântec la nai (mit Theo Rose und Damian Drăghici)
- 2023: Adrenalina (mit Oana Radu)
- 2024: Sub Pielea Mea (feat. Oana Radu)